# Орлов, Евгений Петрович

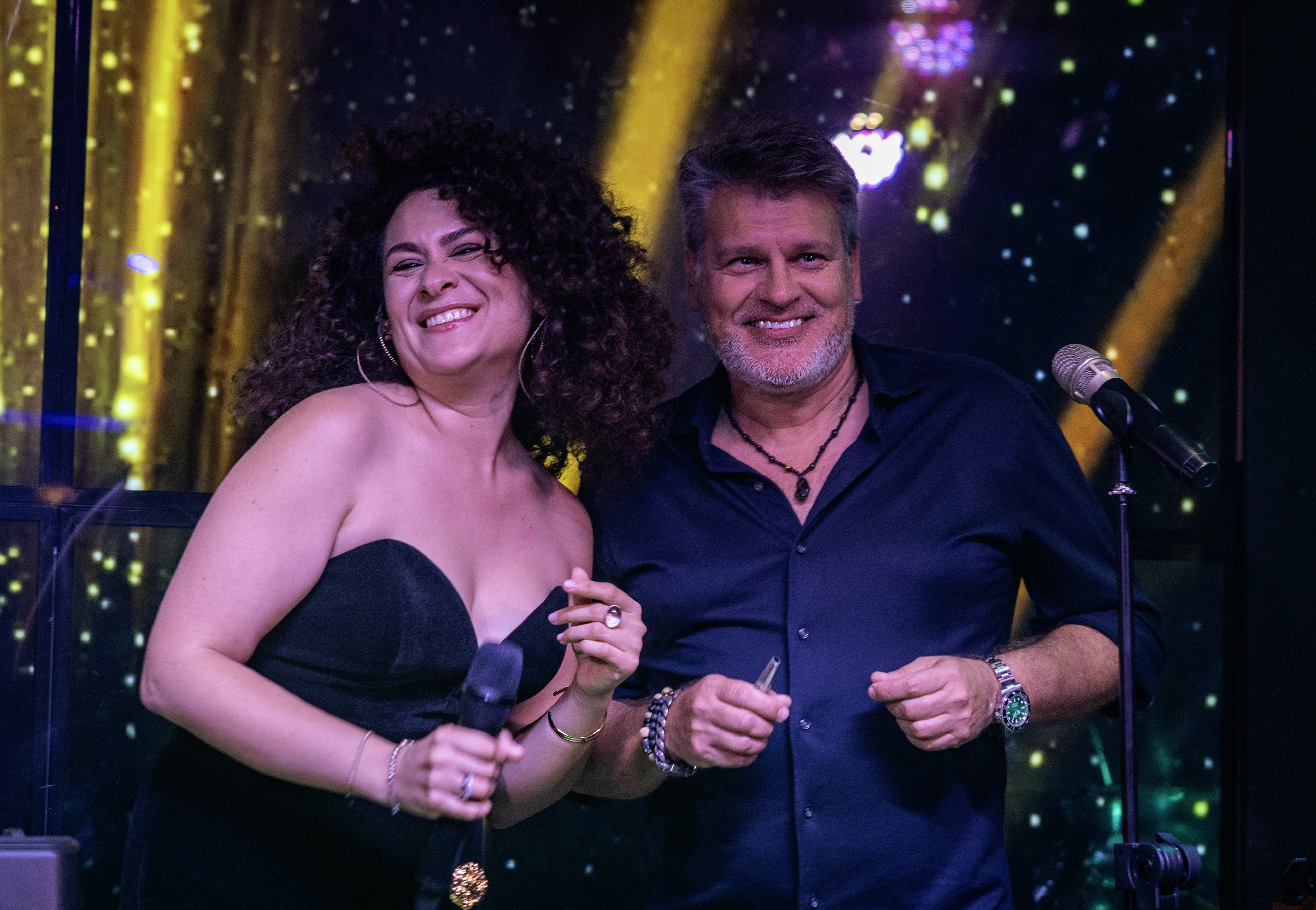
Евгений Орлов на вечере своего творчества с певицей Анной Шалютиной

Евгений Петрович Орлов (род. 23 июля 1968 года Ленинград) — советский и российский музыкальный продюсер, композитор, режиссёр, аранжировщик. Президент творческого движения «Республика Kids» и фестиваля «Поколение NEXT». Музыкальный продюсер телешоу: «Голос», «Голос Дети», «Фабрика звёзд», «Новая волна», «Детская новая волна». Продюсер групп «Отпетые мошенники», «Сливки», «Гости из будущего», дуэт «SMASH!!», Мистер Малой, певца Вадима Азарха. Преподаватель бизнес-школы RMA. Автор методики по развитию творчески одаренных детей и подростков.

## Биография
С пяти лет начал занимался музыкой на фортепьяно в музыкальной школе. С 12 лет начал играть на виолончели, затем освоил трубу и ударные инструменты. С 1975 года учился в школе № 24 Василеостровского района Ленинграда, а с 10 лет стал играть и петь в школьном ансамбле «Синкопа» под руководством Валерия Шляхтова. В «Синкопе» Евгений начал сочинять свои первые музыкальные произведения.
В 16 лет — лауреат Ленинградского конкурса джазовых исполнителей.
В год окончания школы Евгений Орлов поздно вернулся с летней кино-экспедиции, в которой он был со своим отцом, и не успел поступить в музыкальное училище. Поступил на специальность столяра-краснодеревщика в ПТУ № 16, который готовил сборщиков и настройщиков музыкальных инструментов. Практику проходил в мастерской гитарного мастера Александра Краснощекова.
С 1986 по 1988 служил в армии, в войсках ПВО в звании ефрейтор.
С 1990 года играл на клавишах в составе рок-группы «Эверест» и выступал в её составе на разогреве у британской группы «Uriah Heep» в рамках совместного турне по Советскому Союзу. Затем при театре «Бенефис», художественный руководитель которого являлся Михаил Боярский, собрал из участников школьного ансамбля «Синкопа» шоу «Неоновый мальчик», став его художественным руководителем. Солистом группы был Сергей Макаров (позже — участник проекта «Дискомафия»), а брат Евгения Михаил играл в «Неоновом мальчике» на трубе.
С 1993 года — продюсер Мистера Малого, с 1996 — «Отпетых мошенников», а с 1998 — «Гостей из будущего». Также продюсировал группу «Сливки» и дуэт SMASH!!
Евгений Орлов является автором методики по работе с творчески одаренными детьми.

## Деятельность

### Музыкальные коллективы
- «Неоновый мальчик» (1990—1994)
- «Отпетые мошенники» (1996—2010). Совместно с Сергеем Изотовым
- «Гости из будущего» (1998—2000). Совместно с Сергеем Изотовым
- «Сливки» (2000—2013)
- Smash!! (2001—2003)

### Артисты
- Мистер Малой (1992)
- Вадим Азарх (2003)

### Продюсирование
| Год  | Исполнитель       | Альбом                 | Лейбл                             |
| ---- | ----------------- | ---------------------- | --------------------------------- |
| 1991 | Неоновый мальчик  | Неоновый мальчик       | Мелодия                           |
| 1991 | Неоновый мальчик  | Тинейджер              |                                   |
| 1994 | Неоновый мальчик  | Neon Boy Forever       |                                   |
| 1994 | Мистер Малой      | Буду погибать молодым  |                                   |
| 1997 | Отпетые мошенники | Из цветного пластилина | Первое музыкальное                |
| 1998 | Отпетые мошенники | Всяко-Разно            | Первое музыкальное                |
| 1999 | Гости из будущего | Беги от меня           | «Танцевальный рай» / ФГ «Никитин» |
| 1999 | Отпетые мошенники | Фигня                  | Первое музыкальное / Микс Медиа   |
| 1999 | Отпетые мошенники | Сборник                | Первое музыкальное                |
| 2000 | Отпетые мошенники | Липкие руки            | Первое музыкальное                |
| 2000 | Отпетые мошенники | Липкие руки-2          | Первое музыкальное                |
| 2000 | Гости из будущего | Зима в сердце          | «Танцевальный рай» / ФГ «Никитин» |

### Шоу и медиапроекты
- Продюсер шоу по городам России «Танцующий город» (1996)
- Соавтор песни «Люби меня, люби» (1999)
- Соавтор и продюсер песни Филиппа Киркорова «Жестокая любовь» (2001)
- Музыкальный продюсер конкурса «Новая волна» (2002—2011, Телеканал «Россия-1»)
- Музыкальный продюсер телепроекта «Фабрика Звезд 4» (под руководством Игоря Крутого) (2004)
- Президент фестиваля творчества детей и молодежи «Поколение NEXT» (c 2008)
- Режиссёр, композитор и автор идеи мюзикла «Цветные сны Эколь» (Тур по России, Украине и Эстонии, 2008)
- Музыкальный продюсер конкурса «Детская Новая волна» (2008—2011, Телеканал «Россия-1»)
- Музыкальный продюсер скетч-шоу «Все по-взрослому» (Российский федеральный телеканал СТС — три сезона, 2009—2010)
- Музыкальный продюсер телепроекта «Школа музыки» на телеканале «Ю» (первый сезон, 2012)
- Музыкальный редактор телепроекта «Голос» («Первый канал», пять сезонов, 2012—2016)
- Музыкальный редактор телепроекта «Голос. Дети» («Первый канал», четыре сезона, 2014—2017)
- Музыкальный продюсер телепроекта «Пять Звезд» (Ялта, «Первый канал», 2014)
- Сопродюсер радио для подростков «Радио KIDS FM» (с 2014)
- Соавтор мультфильма «Кукутики» (2015)
- Музыкальный продюсер, сопродюсер в команде Константина Меладзе проекта «Главная сцена» (Канал «Россия-1», первый сезон, 2015)
- Музыкальный редактор ТВ-шоу «Прожарка» («Первый канал», 2016)
- Автор музыки к фильму «Реликвия», сериалу «Ландыш серебристый», телепрограммам «Хорошие песни» (СТС), «Марафон 15» («Первый канал»)
- Постоянный член жюри конкурсов: «Джаз-мьюзик паркинг», «Импорио-фест» и «Усадьба-джаз»

### Сольные клипы
- 2004 — «Что-то очень личное»

## Награды
| Год  | Артист            | Композиция/ Видеоклип/ Альбом      | Премия                                             |
| ---- | ----------------- | ---------------------------------- | -------------------------------------------------- |
| 1998 | Отпетые Мошенники | «Всяко-разно»                      | «Золотой граммофон в Кремле» 1998                  |
| 1999 | Гости Из Будущего | «Я с тобой»                        | «Золотой граммофон в Кремле» 1999                  |
| 1999 | Гости Из Будущего | «Нелюбовь»                         | «Песня года. Финал» 1999                           |
| 1999 | Гости Из Будущего | «Беги от меня»                     | «Стопудовый Хит» 1999                              |
| 1999 | Отпетые мошенники | «Люби меня, люби» / Альбом «Фигня» | «Золотой граммофон в Кремле» 1999                  |
| 1999 | Отпетые мошенники | «Люби меня, люби» / Альбом «Фигня» | «Стопудовый Хит» 1999                              |
| 1999 | Отпетые мошенники | «Люби меня, люби» / Альбом «Фигня» | «Стильные Штучки» 1999                             |
| 1999 | Отпетые мошенники | «Люби меня, люби» / Альбом «Фигня» | «Песня года. Финал» 1999                           |
| 2000 | Гости Из Будущего | «Ты где-то»                        | «Золотой граммофон в Кремле» 2000                  |
| 2000 | Гости Из Будущего | «Ты где-то»                        | «Песня года. Финал» 2000                           |
| 2000 | Отпетые Мошенники | «Девушки бывают разные»            | «Золотой граммофон в Кремле» 2000                  |
| 2000 | Отпетые Мошенники | «Девушки бывают разные»            | «Стопудовый Хит» 2000                              |
| 2000 | Отпетые Мошенники | «Люби меня, люби» / Альбом «Фигня» | Премия Попова за хит «Люби меня, люби» 2000        |
| 2000 | Отпетые Мошенники | «Не Говори Мне Ничего»             | «Песня года. Финал» 2000                           |
| 2000 | Отпетые Мошенники |                                    | Закладка звезды на Аллее звезд на Арбате           |
| 2001 | Гости Из Будущего | «Ундина»                           | «Золотой граммофон в Кремле» 2001                  |
| 2001 | Гости Из Будущего | «Разбить души твоей окна»          | «Песня года. Финал» 2001. Юбилейный выпуск: 30 лет |
| 2001 | Отпетые Мошенники | «А у реки»                         | «Песня года. Финал» 2001. Юбилейный выпуск: 30 лет |
| 2002 | Филипп Киркоров   | «Жестокая любовь»                  | «Песня года. Финал» 2002                           |
| 2002 | Гости Из Будущего | «Он чужой»                         | «Золотой граммофон в Кремле» 2002                  |
| 2002 | Гости Из Будущего | «Он чужой»                         | «Песня года. Финал» 2002                           |
| 2002 | Отпетые Мошенники | «Насосы»                           | «Песня года. Финал» 2002                           |

## Семья
- Отец — Орлов Пётр Никитич — директор картин на киностудии «Ленфильм»
- Мать — Орлова Алиса Львовна — инженеро, проектировала дома для БАМа
  - Младший брат — Орлов Михаил Петрович — дизайнер и ресторатор
  - Старшая сестра — Орлова Наталья Петровна — ресторатор
- Жена — Орлова Вера Олеговна (девичья фамилия — Пороховникова) (1987) — закончила ГИТИС по специальности продюсер. Женаты с 30 июня 2011 года
  - Дочь — Стефания (2012)
  - Сын — Мартин (2016)